# Глубокое (озеро, Опочецкий район)
Глубо́кое — озеро в Глубоковской волости Опочецкого района Псковской области.
Площадь — 0,88 км² (88 га). Максимальная глубина — 36 м, средняя глубина — 17 м. Является самым глубоким озером Псковской области.
На берегу озера расположена деревня Глубокое.
Глухое. Относится к бассейну реки Кудка, притока реки Великой.
Тип озера плотвично-окуневый с уклеёй. Массовые виды рыб: щука, плотва, окунь, уклея, линь, карась, вьюн, ёрш, налим, угорь.
Для озера характерны крутые берега, в прибрежье — лес, луга, огороды, заболоченные участки, в литорали — песок, в сублиторали — заиленный песок, ил, в профундали — ил. Ручьем связано с озером Синовец.
В первой половине XX века делались попытки по вселению леща, ряпушки, снетка, кубенской нельмы, чудского сига, угря. В настоящее время, кроме единично встречающегося угря, вселенцев нет.